# Station Uden
Station Uden (Ud) is een voormalig station aan het Duitse Lijntje tussen Boxtel en Wesel.
Het station van het Noord-Brabantse Uden werd geopend op 15 juli 1873 en gesloten op 1 augustus 1950. Het stationsgebouw werd in 1982 gesloopt.